# (514107) Kaʻepaokaʻawela
(514107) Kaʻepaokaʻawela /kəˌɛpə.oʊkə.ɑ:Vɛlə/, tymczasowo oznaczona 2015 BZ509 – niewielka planetoida o średnicy około 3 km, koorbitalna względem Jowisza.
Okrąża ona Słońce ruchem wstecznym, przeciwnie do większości innych ciał w Układzie Słonecznym. Została odkryta 26 listopada 2014 r. przez astronomów z przeglądu Pan-STARRS z Obserwatorium Haleakala na wyspie Maui na Hawajach. Jest to pierwsza znana planetoida na orbicie wstecznej w rezonansie 1:1 z planetą. Może to być międzygwiezdna planetoida przechwycona 4,5 miliarda lat temu na orbitę wokół Słońca.

## Orbita

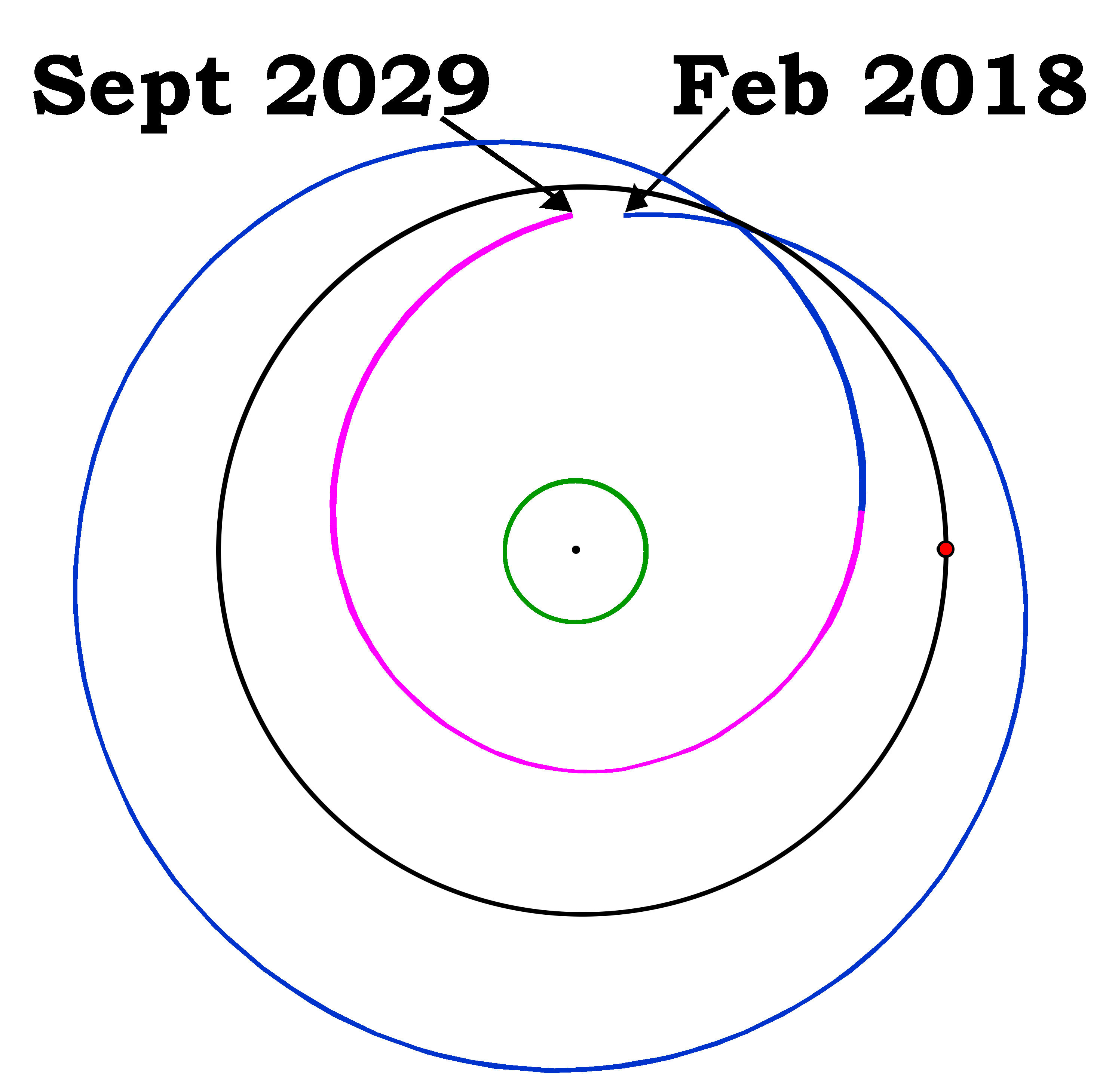
Diagram orbity w układzie obracającym się z Jowiszem, widok z północnego bieguna ekliptyki. Punkt w środku to Słońce, a zielony okrąg to orbita Ziemi. Czarny okrąg pokazuje rozmiar orbity Jowisza, ale w tym układzie odniesienia Jowisz (czerwony punkt) pozostaje prawie nieruchomy. Niebieska część orbity planetoidy jest powyżej płaszczyzny orbity Jowisza, a różowa poniżej płaszczyzny orbity Jowisza.

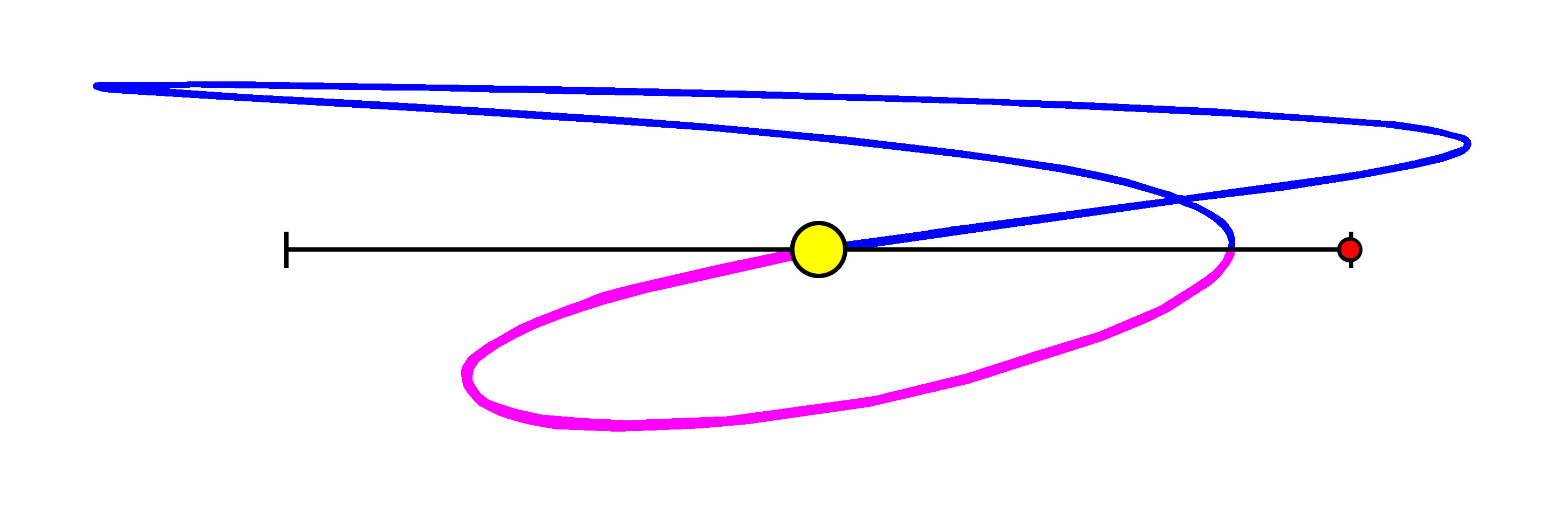
Orbita planetoidy względem Jowisza, widok w płaszczyźnie orbity planety.

Kaʻepaokaʻawela krąży wokół Słońca w odległości 3,2–7,1 au, obiegając je raz na 11 lat i 7 miesięcy (4246 dni; wielka półoś 5,13 au). Jej orbita ma mimośród 0,38 i nachylenie 163° w stosunku do ekliptyki.
Jej okres obiegu jest bliski okresu obiegu Jowisza (11,86 roku). W ciągu jednego obiegu Jowisza planeta zakreśla kąt 360° wokół Słońca, natomiast Kaʻepaokaʻawela porusza się o 366,3° w przeciwnym kierunku. Mimośród orbity pozwala jej naprzemiennie przechodzić wewnątrz i na zewnątrz orbity Jowisza przy największym zbliżeniu na odległość 176 milionów kilometrów. Za każdym razem, gdy planetoida przechodzi w pobliżu Jowisza, jej elementy orbitalne, w tym okres obiegu, ulegają nieznacznym zmianom. Przez tysiące lat różnica długości peryhelium planetoidy i Jowisza oscyluje wokół zera, z okresem około 660 lat i amplitudą około 125°, chociaż czasami różnica ta zmienia się o całe 360°.
Perturbacje wywoływane grawitacją Jowisza utrzymują stabilność tej orbity przez miliony lat. Symulacje pokazują, że planetoida pozostawała w relacji koorbitalnej z Jowiszem przez co najmniej milion lat i pozostanie w niej przez co najmniej kolejny milion lat. Nie wiadomo, w jaki sposób ta planetoida (lub kometa) dostała się na tę orbitę, ale istnieje hipoteza, że w odległej przeszłości trafiła na orbitę przypominającą obecną poprzez oddziaływanie z Saturnem, a następnie jej orbita została zmieniona do obecnego stanu. W dalekiej przyszłości może ponownie zbliżyć się do Saturna i zostać wyrzucona z obecnego związku z Jowiszem.

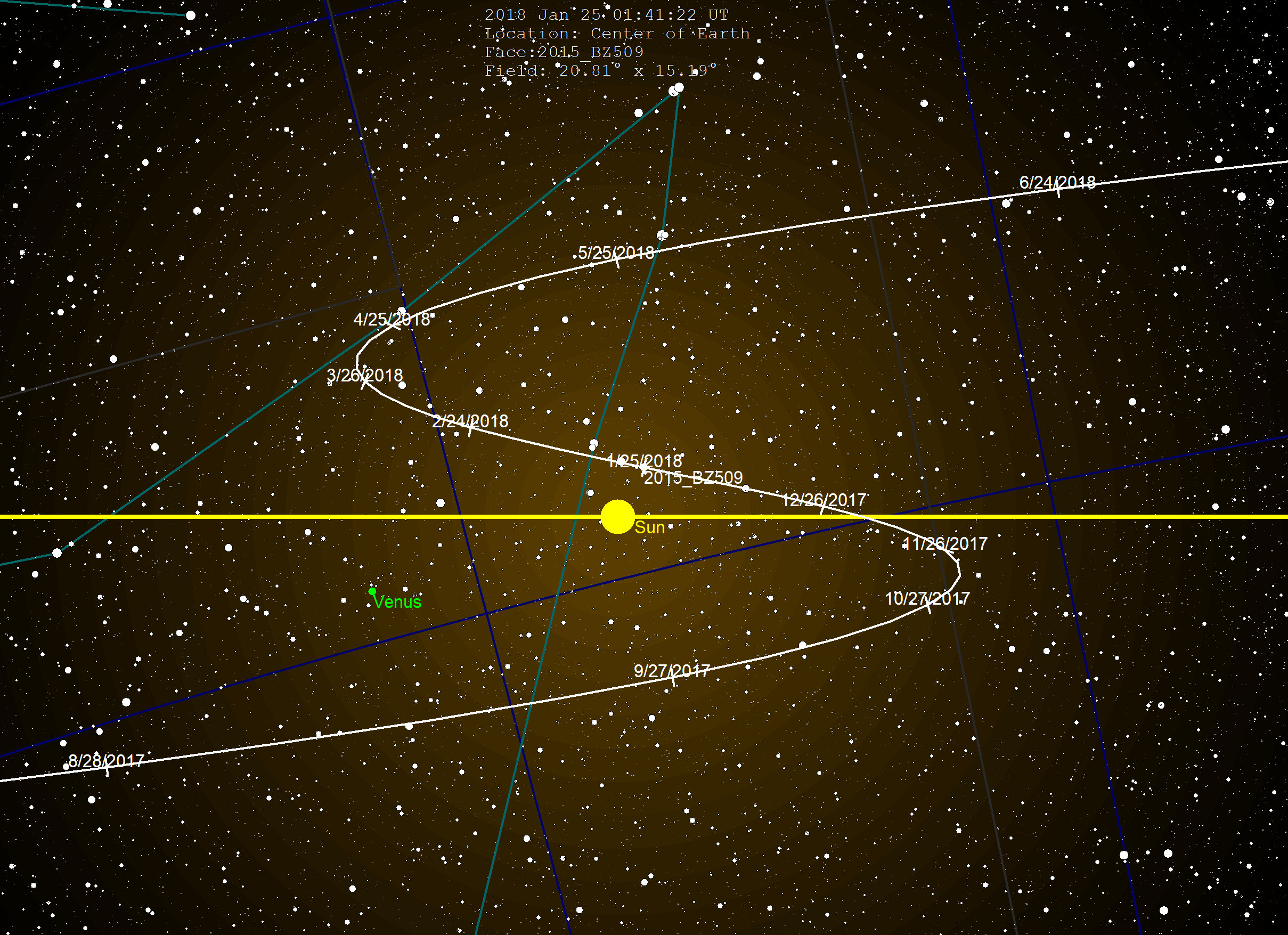
Kaʻepaokaʻawela wykazuje pozorny ruch wsteczny na niebie, gdy znajduje się blisko koniunkcji ze Słońcem, a nie w opozycji do Słońca.

## Numer i nazwa
Planetoida początkowo, w dniach 16–31 stycznia 2015 r., otrzymała tymczasowe oznaczenie 2015 BZ509, ponieważ był to 12 750 obiekt zaobserwowany po raz pierwszy w tym okresie. Po dostatecznie dokładnym określeniu orbity, 2 marca 2018 r. uzyskała ona numer 514107 w katalogu małych ciał Układu Słonecznego prowadzonym przez Minor Planet Center.
Nazwa Kaʻepaokaʻāwela została stworzona przez A Hua He Inoa, hawajski program zajmujący się nazywaniem obiektów odkrytych przez przegląd nieba Pan-STARRS. Nazwa składa się z przedimka określonego ka, przymiotnika ʻepa: „zdradliwy” lub „figlarny”, co odnosi się do jego wstecznej orbity i rzeczownika z partykułą o Kaʻāwela: „Jowisza”. Program A Hua He Inoa tworzą eksperci języka hawajskiego i astronomowie z Imiloa Astronomy Center of Hawaii. Nazwa została zatwierdzona przez Międzynarodową Unię Astronomiczną 9 kwietnia 2019 r.

## Możliwe pochodzenie międzygwiezdne
W 2018 roku badanie Fathi Namouni i Heleny Morais zidentyfikowało 27 spośród miliona próbnych orbit, podobnych do orbity Kaʻepaokaʻawela, które były stabilne przez 4,5 miliarda lat, okres istnienia Układu Słonecznego. Korzystając z tego wyniku, autorzy doszli do wniosku, że Kaʻepaokaʻawela znajduje się w rezonansie z Jowiszem praktycznie od czasu powstania Układu Słonecznego, w zgodzie z zasadą kopernikańską, a nie jest obserwowany w szczególnym momencie, gdy chwilowo przebywającym na takiej orbicie. Ponieważ jej ruch jest przeciwny do obiegu ciał, które uformowały się we wczesnym Układzie Słonecznym, autorzy sugerują, że Kaʻepaokaʻawela ma pochodzenie międzygwiezdne. Jeśli to się potwierdzi, odkrycie będzie miało wpływ na współczesne teorie, w tym czas i mechanikę powstawania planet i mechanizm dostarczania wody i materii organicznej na Ziemię. Inni sugerują, że Kaʻepaokaʻawela powstała w Obłoku Oorta, lub że uzyskała wsteczną orbitę w wyniku oddziaływania z hipotetyczną dziewiątą planetą i tylko chwilowo znajduje się w obecnym rezonansie.